# Javier Jiménez Espriú
Javier Jiménez Espriú (Ciudad de México, 31 de julio de 1937) es un ingeniero mecánico, político y académico mexicano. Fue secretario de Comunicaciones y Transportes durante el gobierno del presidente Andrés Manuel López Obrador de 2018 a 2020.

## Biografía
Ingeniero mecánico electricista, se tituló en 1954 de la UNAM[cita requerida]. Se especializó en Refrigeración Industrial en el Conservatorio Nacional de Artes y Oficios en Francia.[cita requerida]
Es miembro de la Academia Nacional de Ingeniería[cita requerida] y fue Premio Nacional de Ingeniería en 2008.[cita requerida]

## Carrera política
Fue subsecretario de Comunicaciones y Desarrollo Tecnológico de la Secretaría de Comunicaciones y Transportes durante el sexenio de Miguel de la Madrid (1982-1988) y director general de la Compañía Mexicana de Aviación de 1994 a 1995.
Fue titular de la Secretaría de Comunicaciones y Transportes desde el 1 de diciembre de 2018 hasta su renuncia el 23 de julio de 2020.

## Secretario de Comunicaciones y Transportes

### Cancelación del NAICM
En abril de 2019, Jiménez Espriú habría expresado ante los medios de comunicación, que «no hubo corrupción en la construcción del Nuevo Aeropuerto Internacional de la Ciudad de México (NAIM) y que la cancelación —del aeropuerto— se relacionó con temas de carácter técnico» —aunado a temas de carácter social (principalmente) y económico— y no por corrupción como afirmó Obrador, lo cual habría causado enojo por parte del Presidente quien, al día siguiente en conferencia, corrigió y dijo «sí hubo corrupción en el proceso».

### Renuncia
El presidente Andrés Manuel López Obrador habría confirmado la mañana del 23 de julio que había «aceptado la renuncia de Jiménez Espriú», toda vez que él no estaría de acuerdo con la decisión de López Obrador de encomendar la operación de los puertos y aduanas de México a la Secretaría de Marina (SEMAR) por la circunstancia —social y de corrupción— actual que prevalece con la entrada de «contrabando y droga».